# سفارة دولة فلسطين لدى كازاخستان
سفارة دولة فلسطين لدى كازاخستان هي الممثلية الدبلوماسية العُليا لدولة فلسطين لدى جمهورية كازاخستان. تأسست عام 1993، وتقع السفارة في مدينة نور سلطان.

## قائمة السفراء
- محمد عبد الله صالح ترشحاني
- وليد إسماعيل عبد الفتاح العريدي
- مازن شامية (قائم بالأعمال)
- حسين يوسف يوسف أبو العلا

- منتصر فؤاد عبد الرحمن أبو زيد